# Paul Breitmann
Paul Breitmann (* 30. Dezember 1923 in Dessau; † 3. Juni 2013 in Gera) war ein deutscher Fußballspieler. Seine Laufbahn begann im Alter von 13 Jahren beim SV Tannenheger Dessau (heute SG ABUS Dessau), bei dem er auch den Sprung in die erste Männermannschaft ohne Probleme schaffte. Für Motor Dessau spielte er von 1949 bis 1954 in der DDR-Oberliga, der höchsten Spielklasse im DDR-Fußball.

## Karriere
1942 wurde der 19-jährige Paul Breitmann als Soldat, über Frankreich, nach Afrika geschickt. Dort geriet er im April 1943 in amerikanische Kriegsgefangenschaft, die er bis Anfang 1947 in den USA und dann bis Ende 1947 in Schottland verbrachte. So wurde es ihm ermöglicht, in Schottland erstmals wieder für eine Vereinsmannschaft Fußball zu spielen, in der auch andere deutsche Gefangene aktiv waren. Schnell wurde er einer der Publikumslieblinge und konnte immer wieder durch starke Leistungen glänzen. Nach seiner Rückkehr in die Heimat schloss er sich der Mannschaft von Dessau-Törten an und wurde schnell in die Stadtauswahl berufen. 1948 wurde der als Polizist arbeitende Paul Breitmann in die Altmark versetzt und spielte fortan für die Mannschaft von Salzwedel Ost und die Polizeiauswahl. Durch den Dessauer Polizeichef und Fußballverantwortlichen der BSG Waggonbau, Eberhard Reinhardt, kam er Anfang 1949 wieder zurück nach Dessau. Mit der BSG Waggonbau Dessau gelang ihm 1949 der größte sportliche Erfolg einer Dessauer Fußballmannschaft. Durch den 1:0-Sieg der BSG Waggonbau Dessau gegen BSG Gera-Süd wurde Dessau der erste Sieger des FDGB-Pokals. Bis 1950 spielte er in der Oberligamannschaft der BSG Waggonbau. Zusammen mit seinem Mannschaftskameraden, Franz Kusmierek, wechselte er 1950 nach West-Berlin, wo er sofort zur großen Berliner Stopperhoffnung wurde. Auch in Berlin feierte er große sportliche Erfolge. Mit Wacker 04 Berlin konnte er sich im Juni 1950 2:1 n. V. gegen Tennis Borussia Berlin durchsetzen und nach dem Spiel den Sieg im Pokalendspiel um den RIAS-Pokal feiern. Obwohl er in Berlin als Vertragsspieler angestellt war, wechselte er aus beruflichen Gründen bereits im September wieder nach Dessau. Nach einer sechsmonatigen Sperre spielte er bis 1954 bei Motor Dessau (ehm. BSG Waggonbau). Der 1953 zu Motor gewechselte Trainer Walter Fritzsch legte ihm und anderen Spielern über 30 Jahren nahe, die BSG Motor zu verlassen. Nach einem Streit mit Fritzsch wechselte Breitmann 1954 als Spielertrainer zu BSG Motor Polysius Dessau (heute DSV97), mit der er einen Siegeszug bis in die viertklassige Bezirksliga hinlegte. Auch ein Kniebruch 1959 konnte ihn nicht dazu bewegen, die Fußballschuhe an den Nagel zu hängen. Seine Fußballlaufbahn beendete er erst 1974 als Trainer der ersten Mannschaft und Spieler der Altherren-Mannschaft von Motor Polysius Dessau, da es ihn aus privaten Gründen nach Gera zog.